# ورنون دی مارکو
ورنون دی مارکو (انگلیسی: Vernon De Marco؛ زادهٔ ۱۸ نوامبر ۱۹۹۲) بازیکن فوتبال اهل آرژانتین است.
وی همچنین در تیم ملی فوتبال اسلواکی بازی کرده‌است.